# Segundo Storni

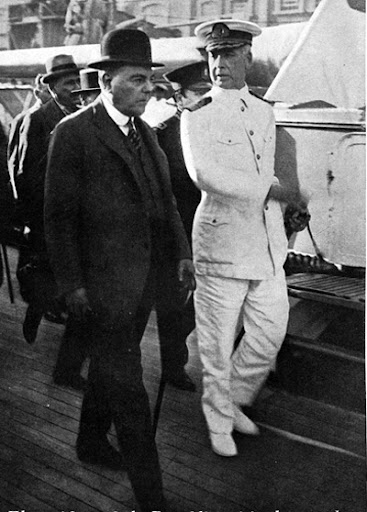
El presidente Yrigoyen visita el acorazado Moreno en 1930, con el contralmirante Storni

Segundo Rosa Storni (Tucumán, 16 de julio de 1876 - Buenos Aires, 4 de diciembre de 1954) fue un marino argentino que se desempeñó como ministro de Relaciones Exteriores durante la presidencia de facto del general Pedro Pablo Ramírez (1943-1944), además de haberse desempeñado como jefe del Estado Mayor General de la Armada en dos oportunidades.

## Biografía
Storni egresó de la Escuela Naval el 29 de diciembre de 1894. En 1916 dictó dos conferencias que tuvieron gran gravitación histórica ya que desarrolló una doctrina que reivindicaba los derechos argentinos sobre la plataforma continental de Argentina y todos sus recursos. Estas dos conferencias fueron publicadas por primera vez ese año como libro bajo el título Intereses Argentinos en el Mar.
Entre 1926 y 1928 se desempeñó como Jefe del Estado Mayor General de la Armada, ascendiendo al rango de Contralmirante. En la década de 1930 Storni formó parte del grupo de militares que impulsaron el desarrollo de la industria nacional por considerarla fundamental para la defensa. Fue uno de los fundadores, junto con Adolfo Holmberg, Ezequiel Paz y Ángel Gallardo, del Instituto Oceanográfico Argentino en Mar del Plata. Sobre este particular, cabe aclarar que Storni tuvo una visión más abarcativa, que incluía la necesidad de desarrollar los intereses marítimos en lo relativo al transporte marítimo por mano propia y la industria pesquera, con todas sus industrias de apoyo. En 1935 fue uno de los fundadores de la Academia Nacional de Ciencias de Buenos Aires.
Producido el golpe de Estado del 4 de junio de 1943 que derrocó al presidente Ramón S. Castillo dando origen a la llamada Revolución del 43, asumió como presidente el general de división Arturo Rawson, pero debido a la falta de apoyo militar a algunos de los miembros que integrarían su gabinete debió renunciar tres días después. Asumió así como presidente el general de división Pedro Pablo Ramírez y como vicepresidente el contraalmirante Sabá H. Sueyro. Segundo Storni fue designado como ministro de Relaciones Exteriores, desempeñándose entre el 7 de junio y el 10 de septiembre de 1943. Se trataba de un cargo gran importancia en ese momento, debido a la Segunda Guerra Mundial y las presiones de Estados Unidos para que la Argentina entrara en guerra.
Storni era uno de los pocos militares argentinos por entonces que tenía simpatías por los Estados Unidos donde había vivido varios años. Si bien era un nacionalista, también era «aliadófilo» y partidario de que la Argentina ingresara a la guerra. En ese camino, el 5 de agosto de 1943 le envió una carta personal al secretario de Estado norteamericano, Cordell Hull, anticipándole que era intención de Argentina romper relaciones con las potencias del Eje, pero también le solicitaba paciencia para ir creando un clima de ruptura en el país, a la vez que algún gesto de los Estados Unidos en materia de suministro de armamentos, que fuera aislando a los «neutralistas». Cordell Hull con el fin de presionar al gobierno argentino hizo pública la carta de Storni, cuestionando además en duros términos el «neutralismo» argentino. El hecho produjo un recrudecimiento del ya fuerte sentimiento antinorteamericano, sobre todo en las Fuerzas Armadas, llevando a la renuncia de Storni y a su reemplazo por un «neutralista», el coronel Alberto Gilbert, que hasta entonces se desempeñaba como ministro de Interior.
Pero independientemente de todas estas circunstancias relacionadas con el conflicto mundial, hay un hecho que sobresale y da trascendencia a la figura del almirante Storni. Ese hecho es su obra ya citada y expuesta en Intereses argentinos en el mar, trabajo geopolítico que a pesar de tener ya un siglo de antigüedad continúa, en lo esencial, siendo un trabajo de consulta indispensable en la materia.

## Obras
En el año 1916 publicó Intereses argentinos en el mar, una obra de consulta importante en materia de defensa e intereses marítimos, sobre la base de su conferencia pronunciada en 1916.
Otros trabajos publicados fueron: Trabajos hidrográficos y límite argentino en el Canal de Beagle (1905); Balística y explosivos para la marina de guerra (1908); Proyecto del régimen del mar territorial (1911) y El mar territorial (1926); y Manual de Geoestrategia.

## Homenajes
El 16 de diciembre de 1974, por Disposición N.º 1630 del entonces Comando General de la Armada, fue creado el Liceo Naval Militar «Almirante Storni», situado en la ciudad de Posadas, de la provincia de Misiones. La idea surge de la necesidad de afianzar la soberanía argentina en un área de frontera tan particular, en la cual la extensión de los límites internacionales superan varias veces el del interprovincial. En este contexto la Armada Argentina asentó el Liceo en la ciudad mencionada rindiendo homenaje a quien bregara por la difusión de los intereses marítimos y fluviales de la República.
La Resolución N.º 1103/08 del Ministerio de Defensa, firmada por la ministra Nilda Garré, dispuso que el Astillero de la Armada Argentina denominado hasta entonces «Manuel Domecq García» reciba el nombre de “Almirante Segundo Storni” en homenaje a esta importante figura de la Armada Argentina.

## Día de los intereses argentinos en el mar
Por iniciativa de la Liga Naval Argentina, el Congreso Nacional Argentino ha declarado el 16 de julio, día del nacimiento de Segundo Storni, como Día de los Intereses Argentinos en el Mar, mediante la Ley 25 860, promulgada el 8 de enero de 2004.